# Pinacosterna nachtigali
Pinacosterna nachtigali är en skalbaggsart som beskrevs av Edgar von Harold 1879. Pinacosterna nachtigali ingår i släktet Pinacosterna och familjen långhorningar.
Artens utbredningsområde är Angola. Inga underarter finns listade i Catalogue of Life.